# Żabi Mur

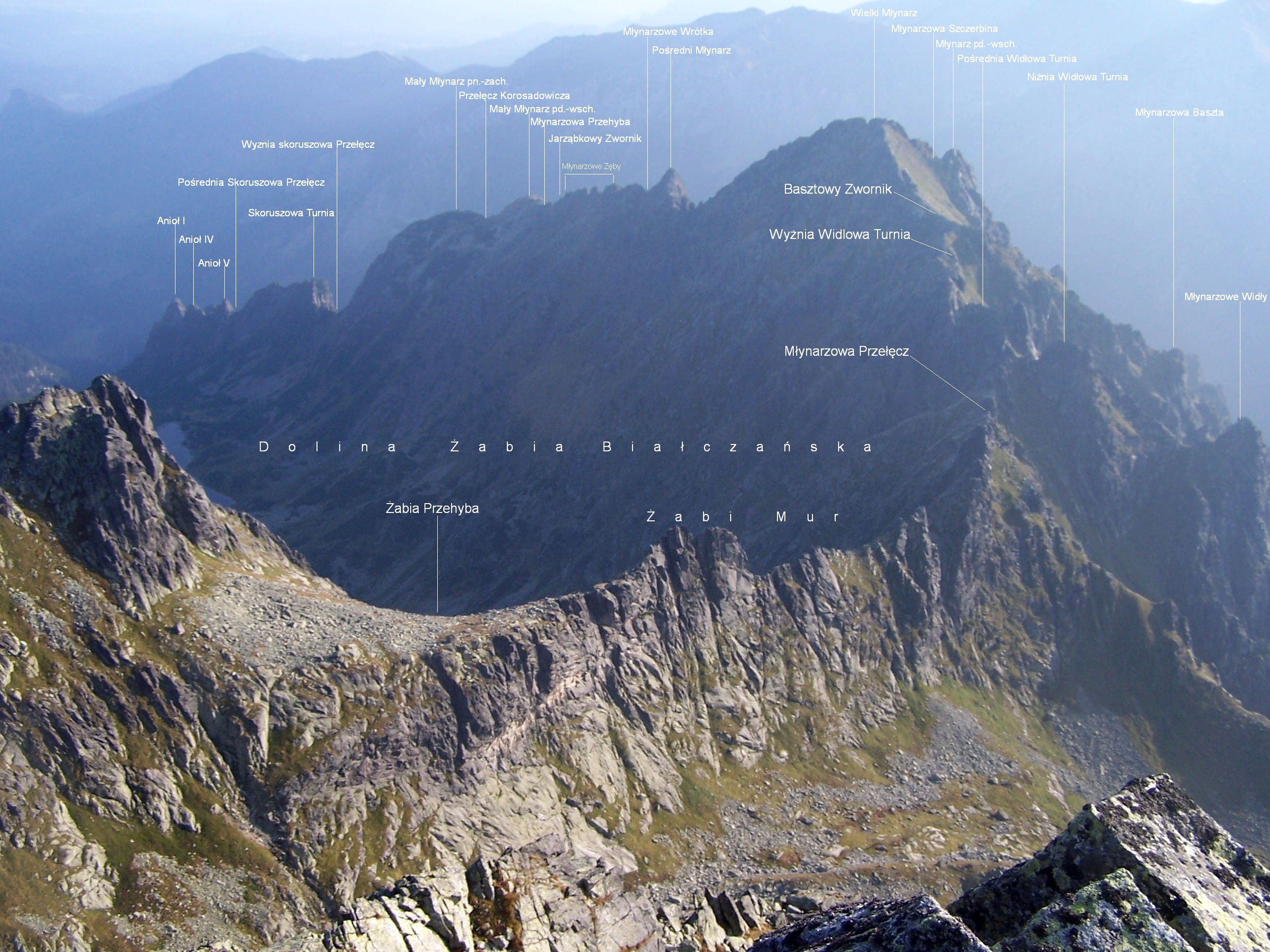
Widok z Niżnich Rysów

Żabi Mur (niem. Froschwand, słow. Žabí múr, węg. Békás-fal) – odcinek grani odchodzącej na północny wschód od Żabiego Szczytu Wyżniego w Tatr Wysokich. Jest to główna grań Młynarza oddzielająca Dolinę Żabią Białczańską od Doliny Ciężkiej. Żabi Mur to skalisty odcinek tej grani między Żabią Przehybą (ok. 2160 m) a Młynarzową Przełęczą (2054 m). Ma długość około 400 metrów i kilka mało wybitnych turniczek, zębów skalnych i szczerbinek. Najwyższa z turniczek Żabiego Muru, znajdująca się w jego zachodniej części, wznosi się na wysokość 2137 m. W części wschodniej wyróżnić można trzy wyraźniejsze kulminacje, o wysokościach 2079 m, 2088 m i 2091 m (ta ostatnia najbardziej wybitna). Grań Żabiego Muru na znacznej długości ma postać konia skalnego, na obydwie strony opadającego stromymi ścianami. Ściana opadająca do Doliny Żabiej Białczańskiej ma wysokość około 200 m, jest skalista i zbudowana przeważnie z płyt. Prawie przez całą jej długość ciągnie się płytowo-trawiasta Żabia Ławka. Ścianki opadające do Dolinki Spadowej mają wysokość do 100 m. W ich południowej części jest kilkadziesiąt niewielkich okapów, ścianki w części północnej są w dużym stopniu trawiaste.
Około 100 m przed Młynarzową Przełęczą, w turni o wysokości 2091 m, od Żabiego Muru odgałęzia się w kierunku południowo-wschodnim skalisto-trawiasta grzęda, która opada do Doliny Ciężkiej pomiędzy progiem Dolinki Spadowej a wylotem Młynarzowego Żlebu. Grzęda ta tworzy północne ograniczenie Dolinki Spadowej i orograficznie prawe Żlebu za Widłę.
Autorem nazwy Żabiego Muru jest Władysław Cywiński.

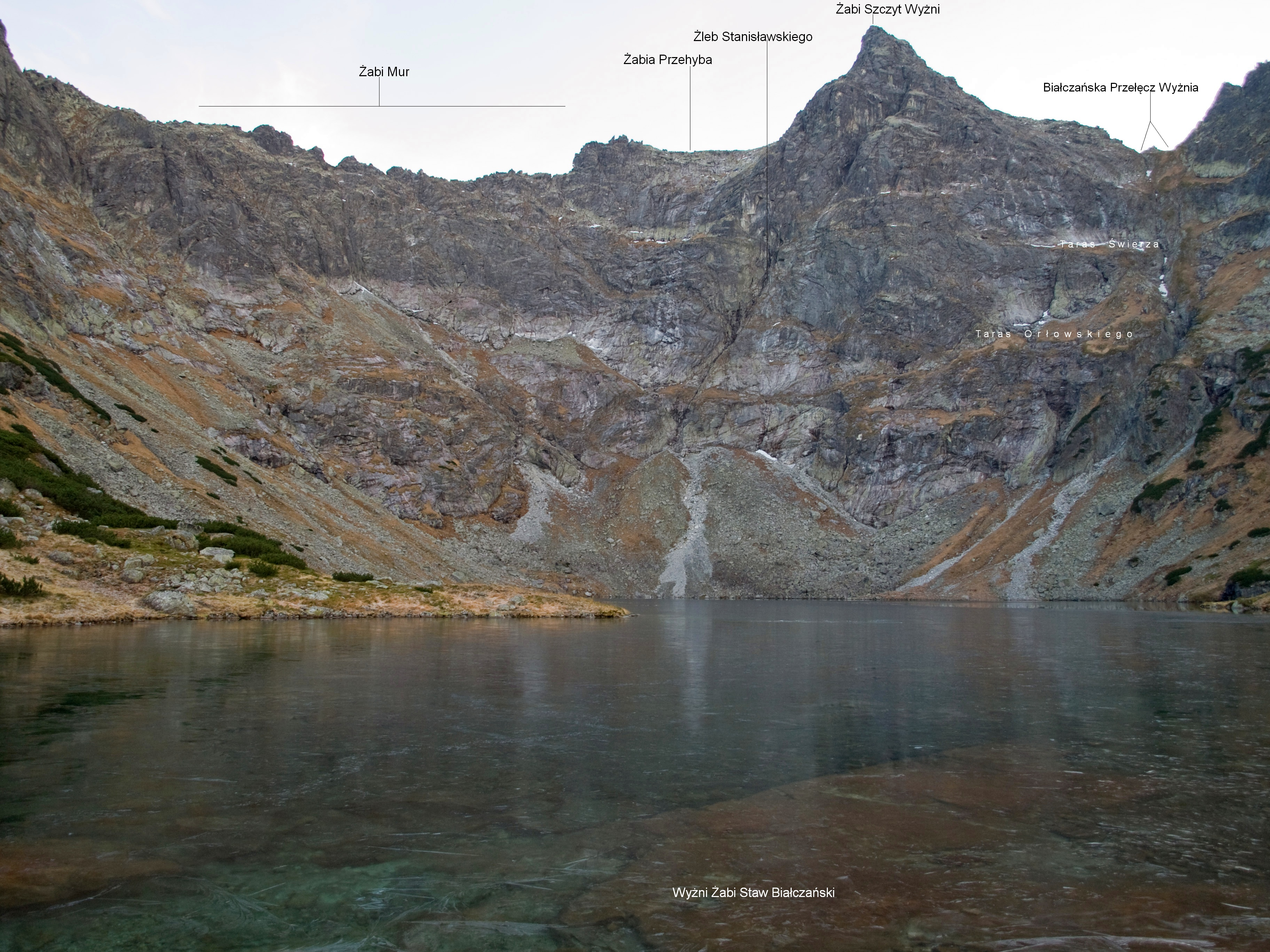
Widok znad Wyżniego Żabiego Stawu Białczańskiego

## Drogi wspinaczkowe
1. Prawym kominem północnej ściany, dwa miejsca IV w skali tatrzańskiej, czas przejścia 1 godz 30 min
2. Granią od Młynarzowej Przełęczy do Żabiej Przehyby; 0+, miejsce II, 45 min
3. Prawą częścią południowych ścianek, z Dolinki Spadowej; I, 20 min
4. Środkową częścią południowych ścianek; II, 15 min[3].